# Верем'яцька сільська рада
| Верем'яцька сільська рада — колишній орган місцевого самоврядування у Обухівському районі Київської області з адміністративним центром у с. Верем'я. Історична дата утворення: в 1920 році. Водоймища на території, підпорядкованій даній раді: Бобриця. Сільській раді були підпорядковані населені пункти: - с. Верем'я |

## Склад ради
Рада складалася з 12 депутатів та голови.

### Керівний склад ради
| ПІБ                       | Основні відомості                                                                       | Дата обрання | Дата звільнення |
| ------------------------- | --------------------------------------------------------------------------------------- | ------------ | --------------- |
| Коваленко Тетяна Петрівна | Сільський голова, 1957 року народження, освіта, позапартійна                            | 26.03.2006   | 31.10.2010      |
| Коваленко Тетяна Петрівна | Сільський голова, 1957 року народження, освіта середня спеціальна, член Партії регіонів | 31.10.2010   |                 |

Примітка: таблиця складена за даними джерела